# The Infotainment Scan
Albums de The Fall
Code: Selfish
(1992) Middle Class Revolt
(1994)
The Infotainment Scan est un album de The Fall, sorti en 1993 sur Permanent Records au Royaume-Uni et chez Matador Records aux États-Unis. Marquant un retour du groupe dans le monde des labels indépendants, il est considéré comme un point de repère incontournable dans la discographie pourtant considérable de The Fall. Il se distingue par la présence de plusieurs reprises saugrenues, dont certaines sont jugées proprement « incroyables » (astounding). Au moment de sa sortie il fut également considéré comme le plus accessible des albums du groupe et remporta un succès commercial sans précédent, se hissant à la 9e place des charts britannique.

## Présentation
L'album inclut une reprise du classique disco de Sister Sledge, Lost in Music, et I'm Going to Spain, une obscure chanson de Steve Bent jouée dans l'émission télévisée britannique New Faces en 1974 et plus tard incluse dans une compilation intitulée The World's Worst Record (« Les Pires Disques du monde ») du disc jockey Kenny Everett en 1978,. L'édition CD inclut également Why Are People Grudgeful?, seule chanson à être sortie en single ; elle est basée sur deux chansons de reggae : People Grudgeful de Joe Gibbs et People Funny Boy de Lee Scratch Perry.
Glam-Racket attira beaucoup l'attention à l'époque pour sa critique acerbe du groupe de britpop Suede, à l'époque considéré comme incarnant un renouveau du glam rock.
Le riff de The League of Bald-Headed Men semble emprunté à Misty Mountain Hop de Led Zeppelin ; Mark E. Smith a pour sa part prétendu qu'il n'avait jamais entendu ce groupe ; un remix de cette chanson intitulé League Moon Monkey Mix est inclus sur l'édition CD.

## Titres
1. Ladybird (Green Grass) (Mark E. Smith, Craig Scanlon) – 3:59
2. Lost in Music (Nile Rodgers, Bernard Edwards) – 3:49
3. Glam-Racket (Smith, Steve Hanley, Scanlon) – 3:12
4. I'm Going to Spain (Steve Bent) – 3:27
5. It's a Curse (Smith, Scanlon) – 5:19
6. Paranoia Man in Cheap Shit Room (Smith, Scanlon) – 4:27
7. Service (Smith, Hanley, Scanlon) – 4:11
8. The League of Bald-Headed Men (Smith, Hanley) – 4:07
9. A Past Gone Mad (Smith, Dave Bush, Simon Wolstencroft) – 4:19
10. Light" / Fireworks (Smith) – 3:46
11. Why Are People Grudgeful? [*] (Perry, Gibbs) – 4:33
12. League Moon Monkey Mix [*] (Hanley, Rogers, Smith) – 4:36

* Uniquement sur l'édition CD
La version cassette crédite la composition de Ladybird à Scanlon/Smith/Hanley/Bush/Wolstencroft.

### Rééditions
L'album fut réédité par Artful en 1999 avec la même liste de titres que l'édition CD. Il fut remasterisé et édité en format double CD en 2006 par Castle Music avec un artwork légèrement retravaillé. Le premier disque suivait l'édition CD originale tandis que le second était :
1. Ladybird (Green Grass)
2. Strychnine (reprise de The Sonics)
3. Service
4. Paranoia man In Cheap Shit Room
5. Glam Racket
6. War
7. 15 Ways
8. A Past Gone Mad
9. Why Are People Grudgeful?
10. Glam Racket
11. The Re-Mixer
12. Lost In Music
13. A Past Gone Mad (alternate version)
14. Instrumental Outtake
15. Service (démo instrumentale)
16. Glam Racket (démo instrumentale)
17. Lost In Music (mix 3)
18. Lost In Music (mix 7)
19. Lost In Music (mix 14)

Les pistes 1 à 4 sont la 16e Peel Session du groupe, les pistes 5 à 8 ayant également été enregistrée pour la BBC, cette fois dans le cadre de l'émission de Mark Goodier. Les pistes 9 à 12 sont des mix légèrement différents de certaines chansons, The Re-Mixer étant une nouvelle version de The Mixer, de l'album Shift-Work (1991). Les autres pistes sont des chutes de studio inédites. Une rumeur insistante avait prétendu que le groupe avait enregistré jusqu'à 17 versions différentes de Lost In Music ; les numéros attribués aux pîstes dans l'édition de 1999 portent à croire que c'est avéré.

## Personnel
- Mark E. Smith – chant
- Craig Scanlon – guitare
- Steve Hanley – basse
- Simon Wolstencroft – batterie
- Dave Bush – claviers
- Pascal Le Gras - pochette